# Bad Laasphe
Bad Laasphe [baːt ˈlaːsfə] (bis 1984 und heute umgangssprachlich Laasphe, mundartlich Loase) ist eine Kleinstadt im Wittgensteiner Land in Westfalen. Sie liegt im nordrhein-westfälischen Kreis Siegen-Wittgenstein, nahe der Grenze zu Hessen, an der noch jungen Lahn. Erstmals erwähnt im Jahr 780, war sie im Mittelalter Residenzstadt der Grafen von Wittgenstein, deren Schloss Wittgenstein bis heute über der Stadt liegt. Seit 1984 ist Laasphe Kneipp-Heilbad.
Die Stadt in ihrer heutigen Form als Großgemeinde entstand im Jahr 1975 im Zuge der Gebietsreform in Nordrhein-Westfalen (siehe dazu Abschnitt „Eingemeindungen“).

## Geografie

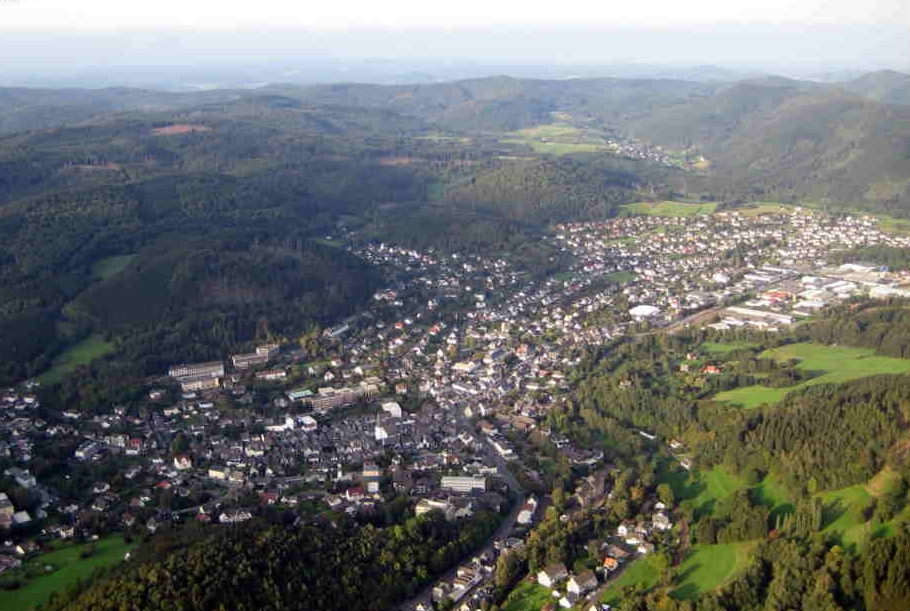
Luftaufnahme der Kernstadt von Bad Laasphe

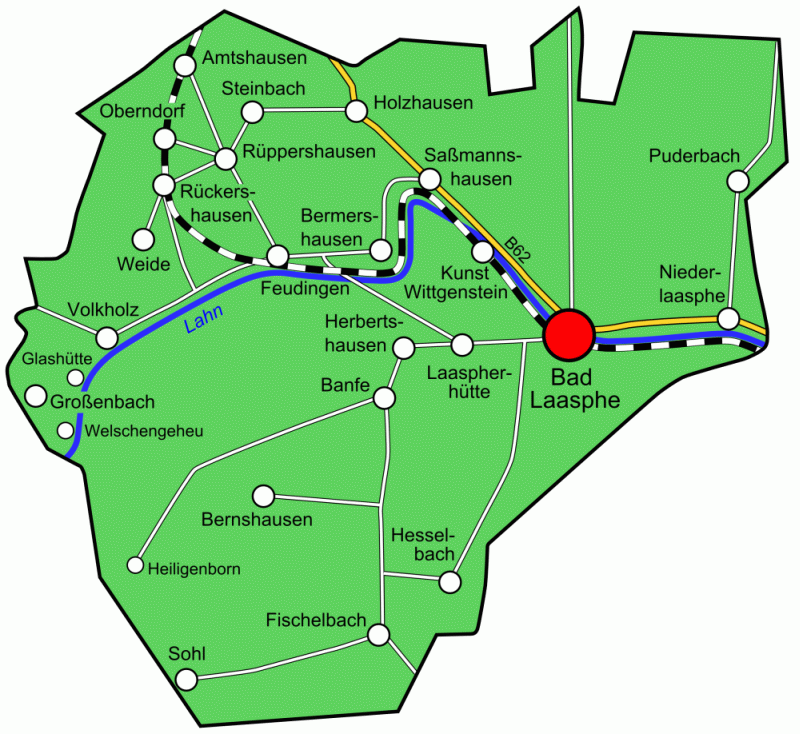
Stadtgliederung der einzelnen Ortsteile von Bad Laasphe

### Geografische Lage
Die Stadt Bad Laasphe liegt im Oberen Lahntal im ehemaligen Kreis Wittgenstein. Das Stadtgebiet befindet sich südöstlich des Hauptkamms des Rothaargebirges, eines Teiles des Rheinischen Schiefergebirges, und grenzt im Norden an die Stadt Bad Berleburg und die Gemeinde Erndtebrück, im Osten an die Stadt Biedenkopf in Hessen, im Südosten an Breidenbach, im Süden an Dietzhölztal und im Westen an die Stadt Netphen.
Höchster Berg im Stadtgebiet ist mit 694,1 m ü. NHN der nahe dem Stadtteil Heiligenborn gelegene Kompass, der den höchsten der südlichen Berge des Rothaargebirges darstellt. An seinen Flanken entspringen die durch das Stadtgebiet fließenden Bäche Bernshäuser Bach, Sohler Bach-Fischelbach, Gonderbach und Ilse. Bei Lahnhof, einem kleinen östlichen Stadtteil von Netphen, bzw. unweit südsüdwestlich des Lahnkopfs, entspringt die die Kernstadt durchfließende Lahn.
Es gibt mehrere Naturschutzgebiete im Stadtgebiet wie bspw. das Wahbachtal.

### Stadtgliederung
Die Stadt gliedert sich in insgesamt 24 Stadtteile:
- Amtshausen
- Bad Laasphe (Kernstadt)
- Banfe
- Bermershausen
- Bernshausen
- Feudingen
- Fischelbach
- Großenbach
- Heiligenborn (zu Banfe)
- Herbertshausen
- Hesselbach
- Holzhausen
- Kunst Wittgenstein
- Laaspherhütte
- Niederlaasphe
- Oberndorf
- Puderbach
- Rückershausen
- Rüppershausen
- Saßmannshausen
- Sohl
- Steinbach
- Volkholz (inkl. Glashütte und Welschengeheu)
- Weide

## Geschichte

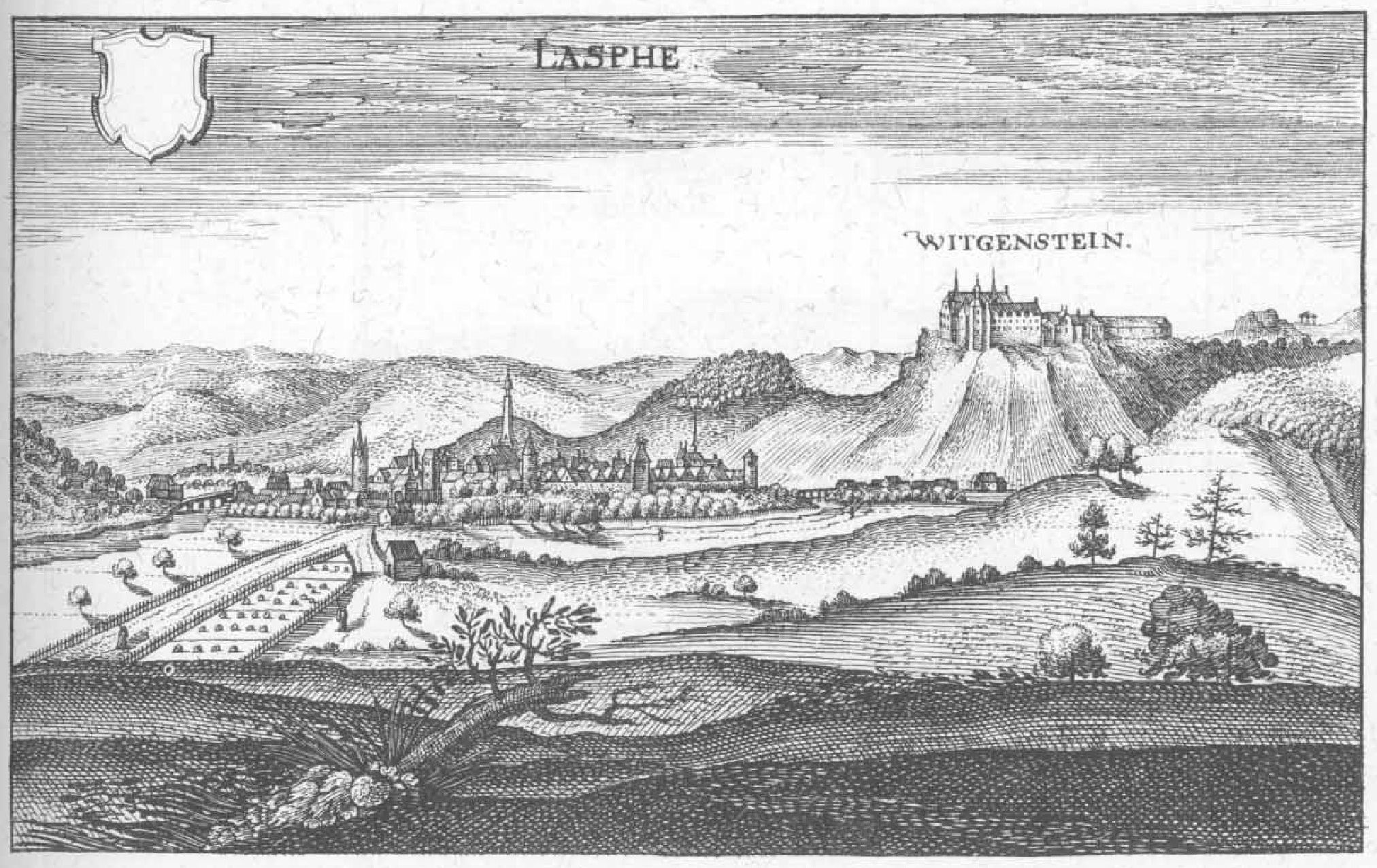
Stadtansicht von Matthäus Merian in seiner Topographia Hassiae aus dem Jahre 1655

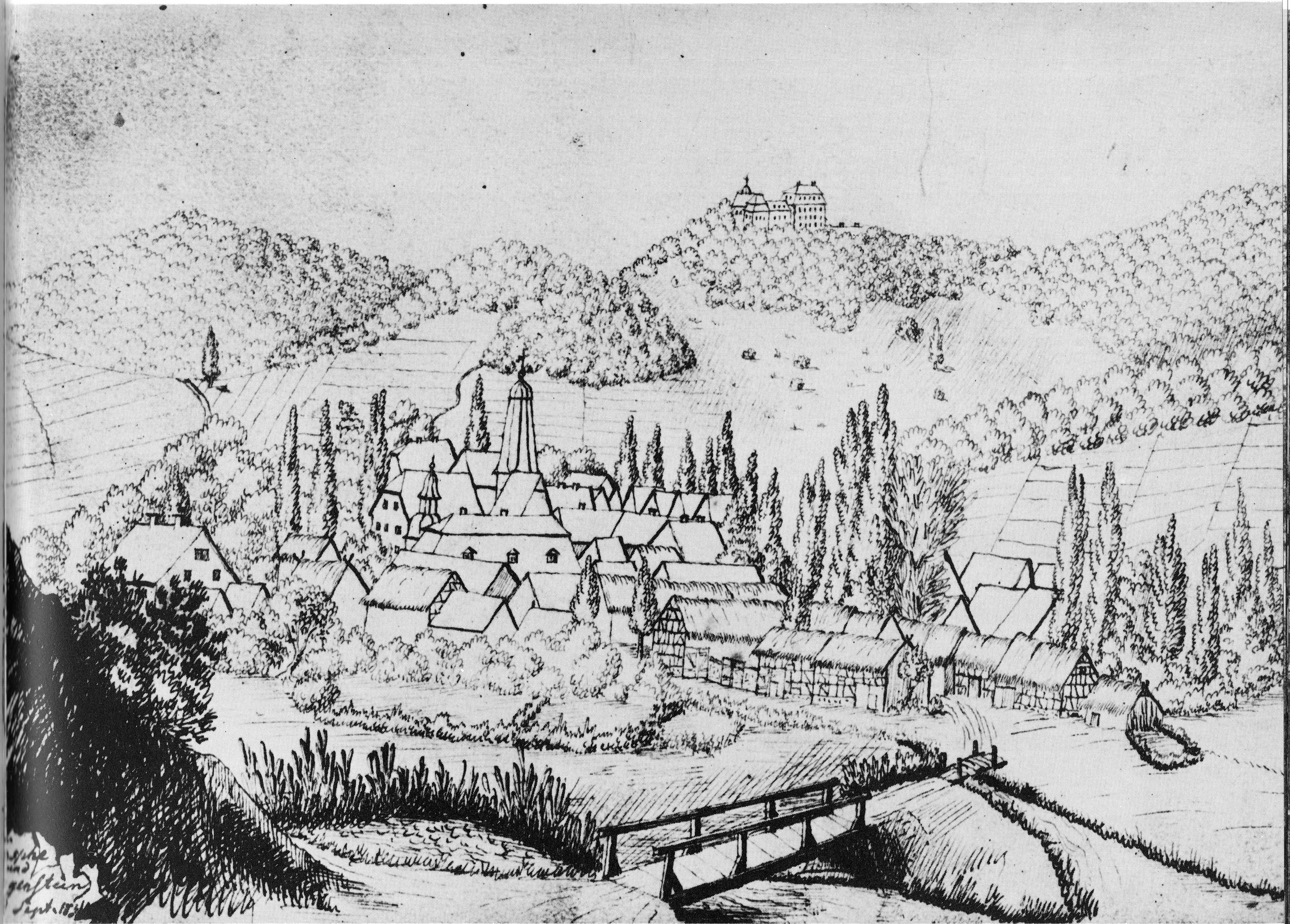
Zeichnung der Stadt aus dem Jahre 1834

### Überblick
Der Name der Stadt leitet sich von Lassaffa ab, das Lachswasser oder Lachsgewässer bedeutet und vermutlich aus dem Keltischen stammt. Ein Bach namens Laasphe fließt, als linker Zufluss der Lahn, noch heute im Stadtgebiet.
Siehe für die Zeit vor 1806 auch die Ältere Geschichte von Bad Laasphe.
Der bereits 780 erstmals erwähnte Ort wurde im frühen 13. Jahrhundert als Residenzstadt der Grafschaft Wittgenstein ausgebaut und erhielt vor 1277 Stadtrechte. Über der Stadt lag Schloss Wittgenstein als Wohnsitz der gleichnamigen Grafenfamilie. In der Folge erhielt die Stadt eine Stadtmauer mit zwei Toren und sechs Türmen, die im frühen 19. Jahrhundert bis auf geringe Reste abgetragen wurde. Bei der 1605 erfolgten Teilung der Grafschaft Wittgenstein in die Linien Sayn-Wittgenstein-Berleburg und Sayn-Wittgenstein-Wittgenstein wurde Laasphe die Residenz der südlichen Grafschaft. In der Stadt wohnten neben Handwerkern und Ackerbürgern deshalb auch Beamte des gräflichen Hofes. Es gab wohl etwa 100 Haushaltungen. Mit dem Ende des Heiligen Römischen Reiches Deutscher Nation 1806 erlosch der Status als Residenzstadt.
Um die Mitte des 16. Jahrhunderts wurde in der Grafschaft Wittgenstein und damit in Laasphe die Reformation eingeführt. Der in Marburg ausgebildete Nikolaus Zell (Cellius) war ab 1555 der erste lutherische Prediger in Laasphe. Ab den 1560er Jahren hatte das kirchliche Leben in der Stadt und dem Umland dann deutliche Züge, die sich an dem 1563 veröffentlichten Heidelberger Katechismus orientierten, und gehörte bis in das 19. Jahrhundert zur reformierten Kirche.
Bei den Hexenverfolgungen wurden von 1609 bis 1630 in Laasphe 16 Hexenprozesse durchgeführt, darunter fünf Hinrichtungen und eine Verbannung. Das erste Opfer, Merge Dillmansche, wurde 1609 gefoltert, verurteilt und hingerichtet. Graf Ludwig II. stellte später fest, dass es kein ordentliches Verfahren war: sie sei wider Recht zum Tode verurteilt worden. Lucia Reichmann hielt alle drei Grade der Folter aus, ohne zu gestehen. Sie beging 1630 im Gefängnis Selbstmord. Der Rat der Stadt fasste am 26. Juni 2015 einen Beschluss zur Rehabilitierung der Opfer der Hexenprozesse.
Laasphe wurde 1806 als Teil des ehemaligen Fürstentums Sayn-Wittgenstein-Wittgenstein zunächst dem Großherzogtum Hessen-Darmstadt angeschlossen, dann aber auf Beschluss des Wiener Kongresses 1815 an Preußen abgegeben. Seit 1817 gehörte die Stadt dem Kreis Wittgenstein im südöstlichen Teil der preußischen Provinz Westfalen an. In Laasphe gab der Druckereibesitzer Ernst Schmidt 1876 das Wittgensteiner Wochenblatt heraus, das später unter dem Namen Wittgensteiner Zeitung als erste Tageszeitung im Kreis Wittgenstein erschien.
Im Jahr 1888 lag die Stadt Laasphe im preußischen Regierungsbezirk Arnsberg im Kreis Wittgenstein und hatte einen Anschluss an die Eisenbahnstrecke Kreuztal–Marburg der Preußischen Staatsbahn. 1888 hatte Laasphe eine Präparandenanstalt, ein Amtsgericht (gegründet 1878, geschlossen 1970) und Trikotagen- und Strumpfwarenfabriken. 1885 waren in Laasphe 2225 meist evangelische Einwohner ansässig. Zum Schloss Wittgenstein gehörten zwei Eisenhütten.
Im Jahre 1904 wurde Laasphe in die Liste der Luftkurorte aufgenommen. 1960 wurde die Stadt Kneipp-Kurort und seit dem 1. Januar 1984 führt sie als Kneipp-Heilbad das Prädikat „Bad“. Aufgrund der innovativen Angebotsentwicklung und des Ambientes wurde Bad Laasphe 2006 vom Verband deutscher Kneippheilbäder und Kneippkurorte in die Gruppe der Kneipp-Premium Class aufgenommen.
Seit September 2015 befindet sich in der ehemaligen Schlossbergklinik eine Unterkunft für Flüchtlinge der Bezirksregierung Arnsberg. In der sogenannten zentralen Unterbringungseinrichtung sollen bis zu 500 Asylbewerber untergebracht werden.

### Eingemeindungen
Am 1. Januar 1975 wurden anlässlich der kommunalen Gebietsreform in Nordrhein-Westfalen die Gemeinden Amtshausen, Banfe, Bermershausen, Bernshausen, Feudingen, Fischelbach, Großenbach, Heiligenborn, Herbertshausen, Hesselbach, Holzhausen, Kunst-Wittgenstein, Niederlaasphe, Oberndorf, Puderbach, Rückershausen, Rüppershausen, Saßmannshausen, Steinbach, Volkholz und Weide aufgelöst und in die Stadt Laasphe eingegliedert. Eine 61 ha große Fläche von Amtshausen wurde nach Erndtebrück umgegliedert.

### Bevölkerungsentwicklung
Die ehemaligen Gemeinden, aus denen die Stadt Laasphe besteht, hatten am 6. Juni 1961 (Volkszählung) insgesamt 14.858 Einwohner, am 27. Mai 1970 (Volkszählung) 15.710 Einwohner und am 30. Juni 1974 (Ermittlung der Einwohnerzahl durch das Statistische Landesamt anlässlich der bevorstehenden Gebietsreform) 15.356 Einwohner. In der Kernstadt leben 5585 Bewohner (2019).
| Bevölkerungsentwicklung | Bevölkerungsentwicklung | Bevölkerungsentwicklung |
| Jahr                    | Einwohner               |                         |
| ----------------------- | ----------------------- | ----------------------- |
| 1682                    | 603                     |                         |
| 1817                    | 1.350                   |                         |
| 1900                    | 2.330                   |                         |
| 1939                    | 9.822                   |                         |
| 1950                    | 14.838                  |                         |
| 1961                    | 14.858                  |                         |
| 1970                    | 15.710                  |                         |
| 1974                    | 15.356                  |                         |
| 1986                    | 14.332                  |                         |
| 1996                    | 15.574                  |                         |
| 2006                    | 14.981                  |                         |
| 2012                    | 14.039                  |                         |
| 2015                    | 14.276                  |                         |
| 2016                    | 13.802                  |                         |
| 2017                    | 13.639                  |                         |

## Politik

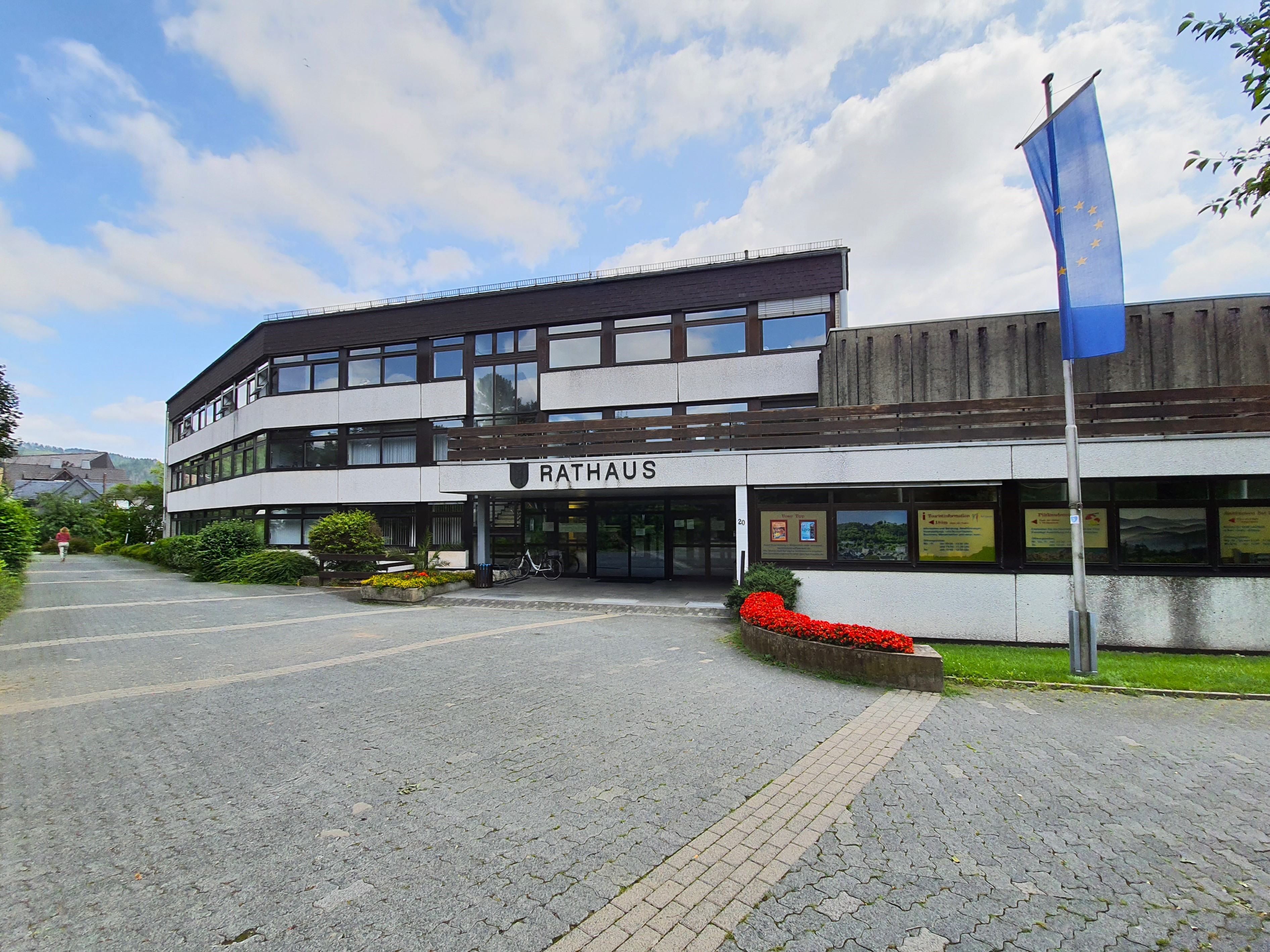
Rathaus in Bad Laasphe

### Rat der Stadt
Der Rat der Stadt Bad Laasphe besteht aus 32 Sitzen. Die Kommunalwahl am 13. September 2020 erbrachte folgendes Ergebnis:
| Ratswahl 2020Wahlbeteiligung: 62,81 % 403020100 32,2 %27,2 %21,1 %9,8 %9,5 %0,3 % SPDCDUFDPPARTEIGrüneLinkeGewinne und Verlusteim Vergleich zu 2014 %p 10 8 6 4 2 0 −2 −4 −6 −8−10−12−8,3 %p−11,8 %p+9,4 %p+9,8 %p+0,7 %p+0,3 %pSPDCDUFDPPARTEIGrüneLinke | Sitzverteilung im Stadtrat von Bad Laasphe 2020Insgesamt 32 Sitze - PARTEI: 3 - SPD: 10 - Grüne: 3 - CDU: 9 - FDP: 7 |

### Bürgermeister
Bei der Wahl am 13. September 2020 wurde der von der CDU, der FDP und Bündnis 90/Die Grünen gemeinsam nominierte Bürgermeisterkandidat Dirk Terlinden (parteilos) mit 63,18 Prozent der gültigen Stimmen gewählt. Die Kandidatin der Partei „Die PARTEI“, Angela Antoinette Esch-Schomann, erreichte 10,36 Prozent und der bisherige Amtsinhaber Torsten Spillmann (parteilos), unterstützt von der SPD, erhielt 26,47 Prozent.

### Wappen
| Wappen von Bad Laasphe | Blasonierung: „In Schwarz eine silberne (weiße) Stadtmauer mit offenem Torturm, überragt von zwei silbernen (weißen) Zinnentürmen, zwischen denen ein silberner (weißer), mit zwei schwarzen Pfählen belegter Schild schwebt.“ |
| Wappen von Bad Laasphe | Wappenbegründung: Von der Stadt Laasphe ist aus dem 14. Jahrhundert ein Abdruck des Stadtsiegels erhalten, der die gleiche Darstellung wie das hier abgebildete Wappen aufweist. Der kleine Schild enthält das ursprüngliche Wappen der Stadtherren, der Grafen von Wittgenstein. Bei der Überprüfung der Wappen im Jahre 1908 legte die Stadt eine Darstellung vor, die im Übrigen, abgesehen von einigen wohl aus Missverständnissen herrührenden Formveränderungen, das gleiche Bild, den kleinen Schild aber quadriert zeigte, im ersten und vierten Feld in rot eine silberne Burg, im zweiten und dritten Feld die Wittgensteiner Pfähle. Die Burg, das Wappenbild der ebenfalls den Wittgensteinern gehörenden Herrschaft Homburg, ist anscheinend eine Zutat aus neuerer Zeit. Das Stadtarchiv schlug schon damals vor, das alte Wittgensteiner Wappen wie in dem ältesten Siegel in den Schild zu setzen. Zu einer Entscheidung kam es damals nicht. Erst im Jahre 1936 entschloss sich die Stadt, zu der altüberlieferten Darstellung zurückzukehren. Bestätigt wurde dies am 10. März 1937. |

### Flagge und Banner
Die Stadtflagge und das Stadtbanner wurden am 16. Januar 1976 genehmigt und werden wie folgt beschrieben: „Die Flagge ist in zwei gleich breiten Bahnen von Silber (Weiß) und Schwarz längsgestreift und zeigt in der Mitte das Wappen der Stadt.“, „Das Banner ist von Silber (Weiß) und Schwarz im Verhältnis 1:1 längsgestreift und zeigt in der Mitte des oberen Drittels das Wappen der Stadt.“

### Städtepartnerschaften

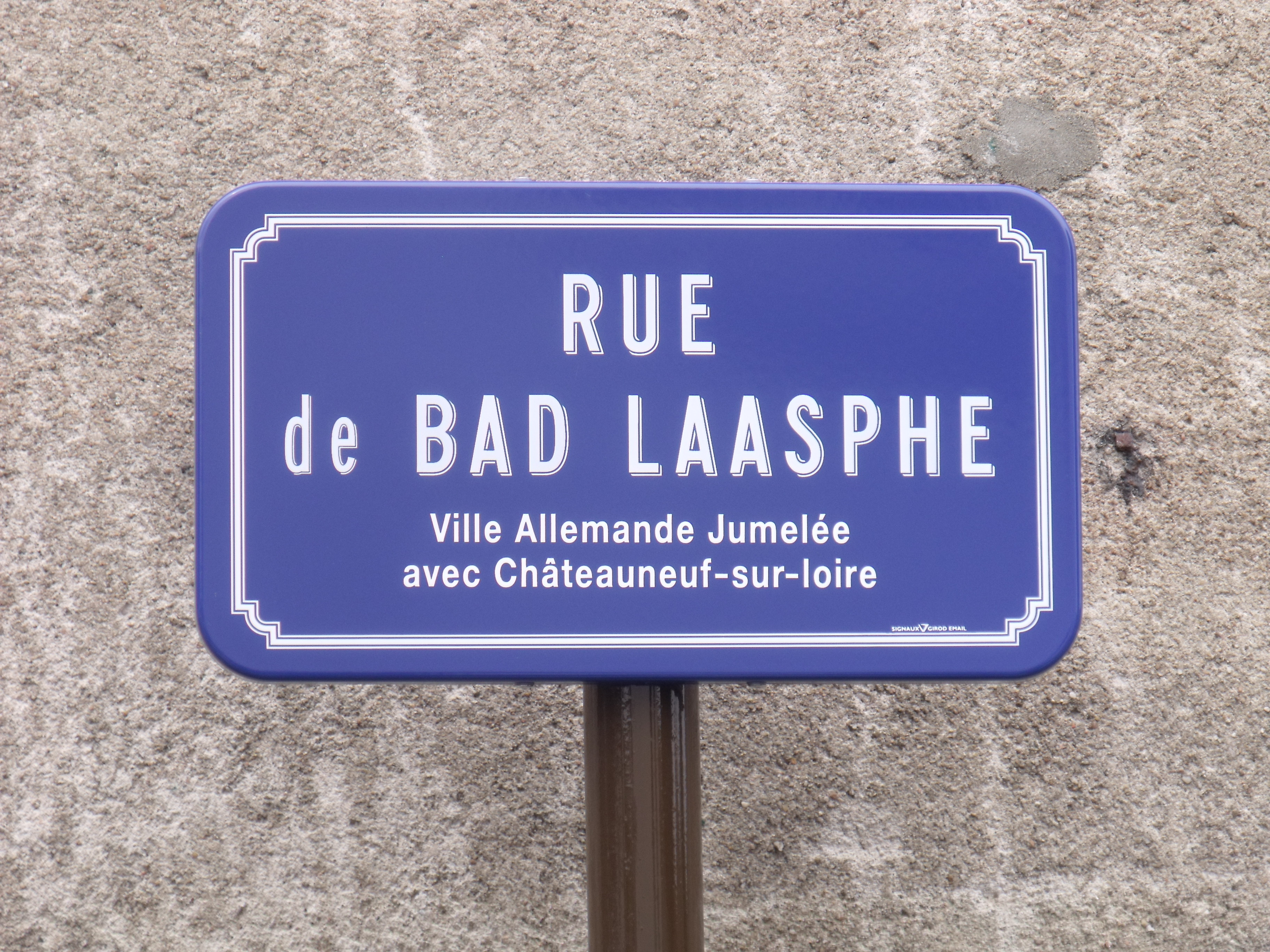
Rue de Bad Laasphe in Châteauneuf-sur-Loire

- Tamworth (England), seit 10. Oktober 1980
- Châteauneuf-sur-Loire (Frankreich), seit 28. September 1991

## Wirtschaft und Infrastruktur

### Verkehr

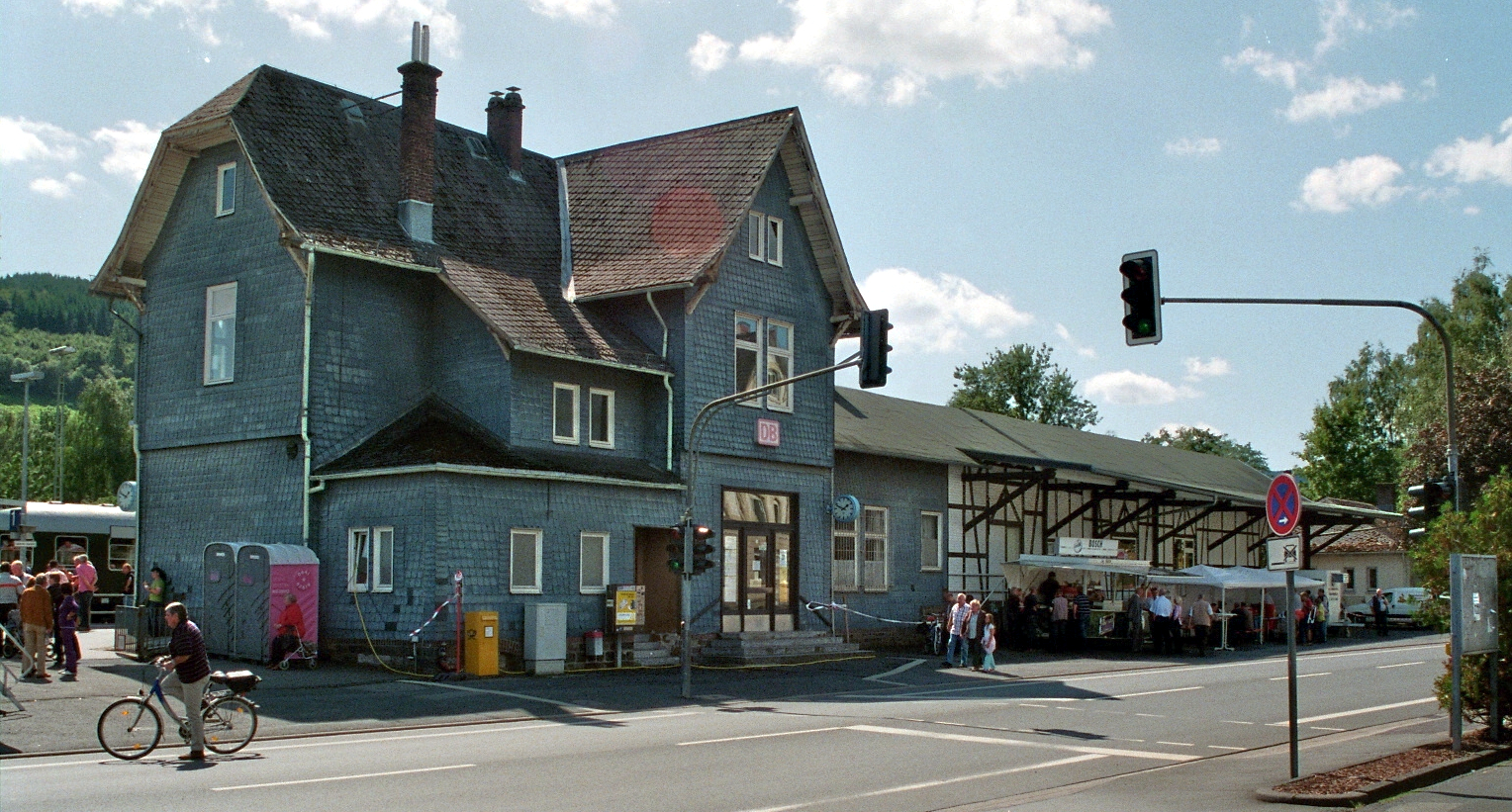
Bahnhof Bad Laasphe

Das Stadtgebiet wird von der Bundesstraße 62 von täglich etwa 11.000 Fahrzeugen durchquert. Aufgrund des hohen Verkehrsaufkommens gibt es seit längerem Planungen für eine Ortsumfahrung. Die Umsetzung wurde von der Landesregierung ausgesetzt. Für 2016 ist eine neue, exaktere Verkehrszählung geplant, um den Fernverkehr sowie den Ziel- und Quellverkehr besser zu analysieren. Diese könnte neue Impulse für die Ortsumgebung bringen. Die Ortsumgehung soll das enge Tal südlich mit drei Tunneln und einigen Brückenbauwerken umgehen.
Weitere Landes- und Kreisstraßen führen von der Bundesstraße in die einzelnen Ortsteile und die benachbarten Gemeinden. Aus der Kernstadt sind dies beispielsweise die L 718 (nach Sassenhausen bzw. nach Hessen), die L 903 nach Richstein, die L 719 nach Walpersdorf, die K 33 nach Erndtebrück oder die K 36 (genannt „Armer Mann“) nach Hesselbach.
Einzige Schienenverkehrsstrecke im Stadtgebiet ist die Obere Lahntalbahn. Es gibt werktags einen Stundentakt nach Marburg und Erndtebrück. Der Bahnhof Bad Laasphe ist zentraler Verkehrsknotenpunkt. Neben den Gleisen halten alle Buslinien der Verkehrsgemeinschaft Westfalen-Süd an den Bussteigen und erschließen die umgebenden Orte. Dabei handelt es sich um die Linien SB 5 nach Siegen, R 30 nach Erndtebrück, R 31 nach Bad Berleburg, R 32 nach Mandeln, R 35 nach Wallau, L 182 zum Schloss Wittgenstein, A 380 nach Puderbach und zum Schloss Wittgenstein, A 381 nach Rittershausen sowie der Bürgerbus zum Wilhelmsplatz und nach Puderbach.
Des Weiteren gibt es Bahnhaltepunkte in Feudingen, Niederlaasphe und Oberndorf. Die Stationen Amtshausen und Bermershausen wurden bereits 1962, Amalienhütte 1978 aufgelassen. Bis 1996 wurden außerdem Saßmannshausen und Friedrichshütte bedient.
Im Mai 2016 kündigte der Zweckverband Personennahverkehr Westfalen-Süd an, ein Nachtbusangebot zunächst bis zum 31. Dezember 2016 als Markttest einzurichten. Die Busse des Versuchsangebotes verkehrten jeweils in den Nächten von Freitag auf Samstag und Samstag auf Sonntag zwischen Siegen, Erndtebrück und Bad Berleburg. In Bad Berleburg bestand direkter Anschluss an die Nachtbuslinie 8 nach Bad Laasphe. Das Angebot wurde wegen mangelnder Nachfrage eingestellt.

### Energie
Photovoltaikanlagen
Im Juli 2013 wurde die Energiegenossenschaft Bad Laasphe eG gegründet, welche sich inzwischen als Energiegenossenschaft Wittgenstein eG firmiert. Diese bürgerschaftliche Initiative betreibt auf dem Stadtgebiet drei Photovoltaikanlagen mit einer installierten Leistung von etwa 150 Kilowatt (Stand: Juni 2018). Die Anlagen befinden sich auf den Dächern des Städtischen Gymnasiums, der ehemaligen Kläranlage in Feudingen und dem Wahbach-Sportpark.
Die größte Photovoltaikanlage des Stadtgebietes befindet sich auf den Dächern der Firma Osterrath mit einer installierten Leistung von 567 Kilowatt.
Windenergieanlagen
Seit 2013 gibt es auf dem Stadtgebiet den Windpark Hesselbach mit nach zwei Erweiterungen zehn Windkraftanlagen. Diese sind vom Typ Vestas V112 bzw. V126 und haben eine Gesamtleistung von knapp 31 MW. Der Bau des Windparks am Sohl mit sieben Windkraftanlagen wurde gerichtlich gestoppt. Zurzeit ruht das Projekt; der Projektentwickler möchte einen neuen Genehmigungsantrag einreichen (Stand: Juni 2018).
Im September 2014 wurden Pläne für den Bau von drei Windkraftanlagen auf dem großen Bohnstein bekannt. Der Kreis Siegen-Wittgenstein hat die Entscheidung aber erstmal zurückgestellt. Ferner entschied die Stadtverwaltung, einen weiteren Antrag für die Errichtung von Windkraftanlagen bis zum 25. Juni 2016 zurückzustellen. Durch die Ausweisung von Windenergie-Vorrangzonen möchte die Stadt die Umzingelung Hesselbachs verhindern und hat mit dieser Begründung den Antrag abgelehnt. Die drei geplanten Vorrangzonen decken im Wesentlichen die Gebiete der Windparks Hesselbach und Sohl ab. Im Januar 2017 wurde der Antrag für drei Windenergieanlagen südlich von Hesselbach vom Kreis Siegen-Wittgenstein abgelehnt.
Nahwärme
Im Jahr 2015 wurde die Stadt „KWK Modellkommune“. Mit öffentlichen Geldmittel wird die Verlegung eines Nahwärmenetzes – vor allem im Bereich der Altstadt – gefördert. Mitte 2016 wurde mit dem Bau des Netzes begonnen. Dieses wird von der Bad Laaspher-Energie getragen. Die Projektgesellschaft gehört zur Hälfte der Kommune und der Fernwärmeversorgung Niederrhein. Im November 2016 ging das erste erdgasbetriebene Blockheizkraftwerk in Betrieb. Ende 2024 erzeugen drei Blockheizkraftwerke in Bad Laasphe Wärme, der dabei entstehende Strom kann rechnerisch 900 Haushalte versorgen.

### Ansässige Unternehmen
In Bad Laasphe haben folgende Unternehmen Standorte oder ihren Firmensitz:
- EJOT
- Heinrich Wagner Sinto Maschinenfabrik
- Brauerei Bosch
- Die Discounter-Firma Aldi Nord war bis Ende 2021 mit einer ihrer Regionalniederlassungen in Bad Laasphe ansässig, zuzüglich eines großflächigen Zentrallagers.[30]

### Industrie- und Gewerbegebiet
Das Industriegebiet In der Stockwiese liegt am südöstlichen Rand der Kernstadt. Weitere Industrie- und Gewerbeflächen stehen im interkommunalen Industriepark Wittgenstein in Erndtebrück-Schameder zur Verfügung.

## Kultur und Sehenswürdigkeiten

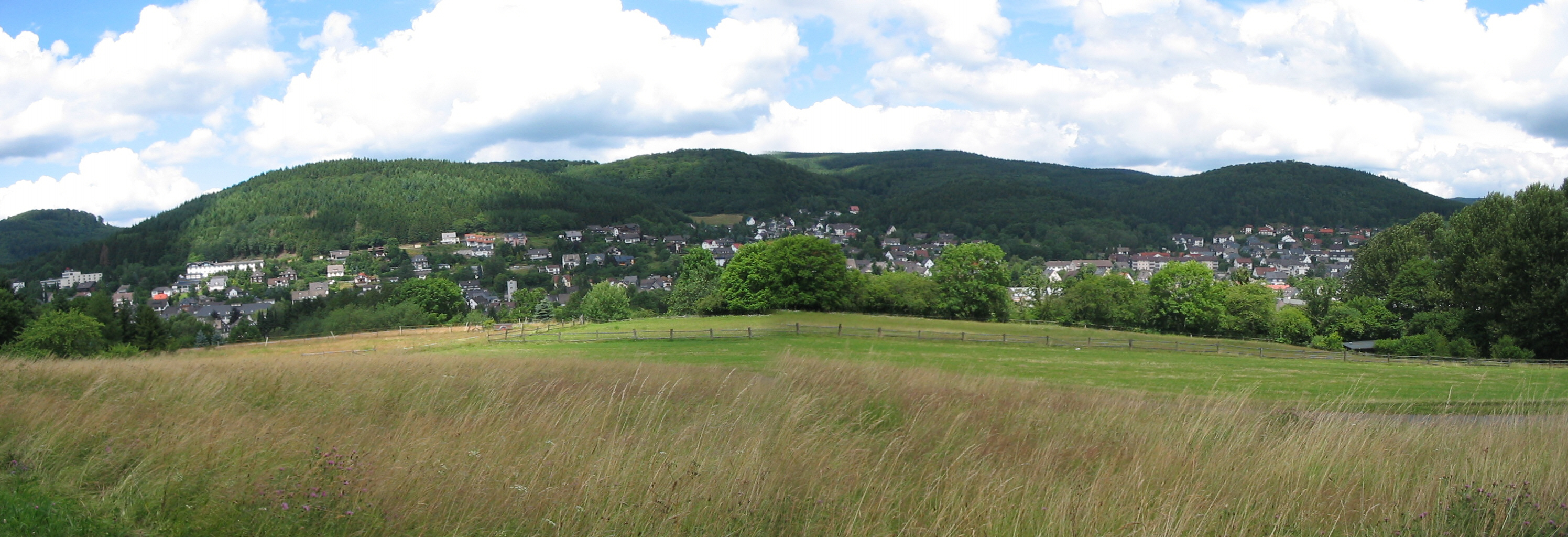
Bad Laasphe

### Überblick
Bad Laasphe bietet seinen Besuchern viele Sehenswürdigkeiten; beispielsweise die nahezu vollständig erhaltene historische Altstadt mit ihren Fachwerkhäusern, einer durchgehenden Kopfsteinbepflasterung, dem Altstadtbrunnen sowie Fragmenten der alten Stadtmauer. Die Stadt ist Mitglied der Arbeitsgemeinschaft Historische Stadtkerne in NRW.
Durch das Gebiet der Stadt Bad Laasphe verläuft auch der 2001 geschaffene Rothaarsteig. Darüber hinaus gibt es zahlreiche Themenwanderwege, wie das „Laaspher Bierwegelchen“, den „Mythen- und Sagenweg“, den „Mensch & Hund Erlebnispfad“ oder den „Märchenwanderweg Kleiner Rothaar“.

### Museen
In Deutschland einmalig sind das „Pilzkundliche Museum“ mit über 1000 gefriergetrockneten Pilzexponaten und das „Internationale Radiomuseum Hans Necker“ mit einer umfangreichen Sammlung historischer Geräte und Kuriositäten aus der Radiogeschichte. Mit der Amalienhütte existiert ein Industriemuseum. Das Heimatmuseum Banfetal und das Heimatmuseum Oberes Lahntal präsentieren lokale Geschichte im Stadtteil Banfe bzw. Feudingen.

### Bauwerke
Die Evangelische Kirche Bad Laasphe stammt aus dem 13. Jahrhundert und wurde nach der Reformation im Inneren mit Abendmahltisch, Kanzel, Emporen und Fürstenloge neu ausgestattet. Im 18. Jahrhundert wurde in der Innenstadt von Laasphe (Mauerstraße) eine Scheune zur Synagoge umgebaut. Sie ist heute profaniert und nur von außen zu besichtigen. Die katholische Kirche St. Petrus und Anna stammt aus dem 20. Jahrhundert. Ferner erhebt sich über der Stadt das vermutlich im 12. Jahrhundert gegründete und im Barock ausgebaute Schloss Wittgenstein.
In der Altstadt von Laasphe stehen zahlreiche, ab dem 16. Jahrhundert errichtete Fachwerkhäuser unter Denkmalschutz.

### Naturdenkmäler
Im Stadtgebiet befinden sich über 20 Naturdenkmäler.

### Sport
Im Stadtgebiet befindet sich das Skigebiet Hesselbach. Fußballplätze sind in den Stadtteilen Hesselbach (Halberg-Arena), Niederlaasphe, Feudingen (Tannenwaldstadion), Banfe sowie der Kernstadt (Wabach-Stadion) vorhanden. Freibäder gibt es in Feudingen und Hesselbach sowie der Kernstadt. Letzteres ist das größte der drei und wurde in der Saison 2015 von etwa 37.000 Gästen besucht.

### Stolpersteine
Von den weltweit über 46.000 verlegten Stolpersteinen befinden sich 82 Stolpersteine in Bad Laasphe.

### Regelmäßige Veranstaltungen
Eine lange Tradition haben die Kartoffelbratfeste im Spätsommer und Frühherbst sowie die zahlreichen Schützenfeste. Ebenso finden in Bad Laasphe regelmäßig Oster-, Herbst- und Weihnachtsmärkte statt; hinzu kommen Veranstaltungen wie das Brunnenfest in der Altstadt, „Bad Laasphe tafelt“ oder der Bad Laaspher „Lichterabend“. Seit 2009 findet zudem im Juli und August die musikalische Openair-Veranstaltungsreihe „Freitags in Bad Laasphe“ auf dem Brauereihof und Wilhelmsplatz statt.
Das Bad Laaspher Altstadtfest, seit 1979 eines der größten Feste der Region, pausiert seit 2016 auf unbestimmte Zeit.

### Bildung
In Bad Laasphe gibt es zwei Gymnasien, das Städtische Gymnasium und das Gymnasium Schloss Wittgenstein. Weiterhin besteht das Schulangebot in der Kernstadt aus einer Realschule, einer Grundschule sowie einer Förderschule (Lachsbach-Schule); hinzu kommen Grundschulen in den Stadtteilen Feudingen, Banfe und Niederlaasphe. Die Hauptschule in der Kernstadt wurde 2014 aufgrund zunehmend sinkender Schülerzahlen geschlossen.

### Vereine
Bad Laasphe verfügt über ein reichhaltiges kulturelles und sportliches Angebot.

## Persönlichkeiten

### Söhne und Töchter der Stadt
- Johannes Bonemilch (um 1434–1510), Weihbischof in partibus Hassiae et Thuringiae (Sitz in Erfurt), weihte Martin Luther im Frühjahr 1507 im Erfurter Dom zum Priester
- Ludwig I. Wittgenstein (1532–1605), Graf
- Lucia Reichmann (um 1564–1630), Opfer der Hexenverfolgung in Laasphe
- Christian Rumpf (1580–1645), Leibarzt des Winterkönigs Friedrich von der Pfalz
- Ludwig Crocius (1586–1655), Prediger, Professor am bremischen Gymnasium Illustre
- Johannes Crocius (1590–1659), 1653 Rektor der Universität Marburg
- Johann Heinrich Ludwig Bergius (1718–1781), Verwaltungswissenschaftler
- Elise Sommer (1761–1836), Dichterin
- Moses Meyer-Wittgenstein (1761–1822), Gutsverwalter, Wollhändler und Vorfahre der Unternehmerfamilie Wittgenstein
- Wilhelm zu Sayn-Wittgenstein-Hohenstein (1770–1851), preußischer Staatsmann
- Emil Groos (1803–1885) in Saßmannshausen, Arzt und Ehrenbürger von Laasphe
- Karl August Groos (1789–1861) in Saßmannshausen, deutscher evangelischer Geistlicher, Herausgeber von Liedsammlungen und Komponist
- Wilhelm Friedrich Groos (1801–1874) in Saßmannshausen, Politiker und Landrat
- Eduard Albert Groos (1806–1891) in Saßmannshausen, Arzt und Ehrenbürger von Laasphe
- Friedrich Wilhelm Goebel (1812–1902) auf Schloss Wittgenstein, preußischer Gerichtssekretär und Heimatkundler
- Friedrich Kiel (1821–1885) in Puderbach, Komponist
- Albrecht Christian Schmidt (1829–1911), Jurist und Konsistorialpräsident
- Karl Hartnack (1864–1946) in Laasphe, Pädagoge, Heimatforscher und Autor.
- Wilhelm Pauck (1901–1981), evangelischer Kirchenhistoriker
- Rudolf Jung (1907–1972), Schriftsteller und Übersetzer
- Fritz Heinrich (1921–1959) in Feudingen, Politiker (SPD), MdB 1953–1959
- Hans Joachim Schäfer (* 1923), Chefdramaturg in Kassel[37]
- Otto Piene (1928–2014), Maler und Künstler
- Eberhard Bauer (1929–2017), Pädagoge, Autor und Heimatforscher
- Klaus Müller-Domnick (1937–2000) in Feudingen, Bildhauer und Grafiker
- Peter Marburger (1940–2018), Rechtswissenschaftler und Hochschullehrer
- Rolf Pasdzierny (* 1944) in Fischelbach, Theater-Dramaturg
- Gernot Wilhelm (* 1945), Altorientalist
- Gero Hoch (* 1948), Betriebswirt und Hochschullehrer
- Fritz Roth (1955–2022), Schauspieler
- Peter Clös (* 1956), Schauspieler
- August Wittgenstein (* 1981), Schauspieler
- Kira Claudi (* 1994), Rollski-Sportlerin

### Weitere Persönlichkeiten, die mit der Stadt in Verbindung stehen
- Johann I. von Sayn, Graf zu Wittgenstein, Regent der Grafschaft und erster Spross des Adelsgeschlechts Sayn-Wittgenstein.
- Johann Konrad Dippel (1673–1734), Theologe, Alchemist, Anatom und Arzt, der auch die Pseudonyme Christianus Democritus, Ernst Christian Kleinmann und Ernst Christoph Kleinmann führte.
- Paul Guder (1855–1925), Neurologe und Gerichtsmediziner, Kreis-Physikus des Kreises Wittgenstein, Ehrensenator der Philipps-Universität Marburg
- Karl Kneebusch (1849–1902), Lehrer und Herausgeber des Sauerlandführers
- Wilhelm Hartnack (1893–1963), Heimatforscher des Wittgensteiner Landes, Geograph
- Botho Prinz zu Sayn-Wittgenstein-Hohenstein (1927–2008), Politiker (CDU), Bürgermeister in Bad Laasphe (1957–1965), MdB 1965–1980, Präsident des Deutschen Roten Kreuzes (DRK) 1982–1994, nach 1994 Ehrenpräsident des Deutschen Roten Kreuzes und Vorsitzender der ständigen Kommission der Internationalen Rotkreuz- und Rothalbmond-Bewegung in Genf
- Louis Reuß (1812–1888), Oberforstrat und Leiter der Rentkammer Wittgenstein, führte den großflächigen Anbau der Fichte in Wittgenstein ein.
- Hans-Joachim Osterrath (1915–2000), Unternehmer und Landrat des Kreises Wittgenstein
- Markus Schäfer (Manager) (* 1965), Automobilmanager, wuchs im Stadtteil Niederlaasphe auf.